# Vòng đấu loại trực tiếp UEFA Europa League 2016–17
Vòng đấu loại trực tiếp UEFA Europa League 2016–17 bắt đầu vào ngày 16 tháng 2 và sẽ kết thúc vào ngày 24 tháng 5 năm 2017 với trận chung kết tại Friends Arena ở Solna, Thụy Điển, để quyết định nhà vô địch của mùa UEFA Europa League 2016-17. Tổng cộng có 32 đội tranh tài trong giai đoạn knockout.
Thời gian đến ngày 25 tháng 3 năm 2017 (Vòng 32 đội và vòng 16 đội) là CET (UTC+1), sau đó (tứ kết và các trận đấu nữa) là CEST (UTC+2).

## Thời gian thi đấu và lịch bốc thăm
Toàn bộ lịch đi đấu bao gồm vòng bốc thăm (tất cả các lễ bốc thăm đều tổ chức tại trụ sở UEFA ở Nyon, Thuỵ Sĩ, trừ khi được nêu rõ).
| Vòng        | Ngày và giờ                 | Lượt đi                                      | Lượt về                                      |
| ----------- | --------------------------- | -------------------------------------------- | -------------------------------------------- |
| Vòng 32 đội | 12 tháng 12 năm 2016, 13:00 | 16 tháng 2 năm 2017                          | 23 tháng 2 năm 2017                          |
| Vòng 16 đội | 24 tháng 2 năm 2017, 13:00  | 9 tháng 3 năm 2017                           | 16 tháng 3 năm 2017                          |
| Tứ kết      | 17 tháng 3 năm 2017, 13:00  | 13 tháng 4 năm 2017                          | 20 tháng 4 năm 2017                          |
| Bán kết     | 21 tahsng 4 năm 2017, 13:00 | 4 tháng 5 năm 2017                           | 11 tháng 5 năm 2017                          |
| Chung kết   | 21 tahsng 4 năm 2017, 13:00 | 24 tháng 5 năm 2017 tại Friends Arena, Solna | 24 tháng 5 năm 2017 tại Friends Arena, Solna |

Matches may also be played on Tuesdays or Wednesdays instead of the regular Thursdays due to scheduling conflicts.

## Các đội giành quyền tham dự

### Đứng nhất và nhì vòng bảng Europa League
| Bảng | Winners (Hạt giống ở vòng 32 đội) | Runners-up (Không phải hạt giống ở vòng 16 đội) |
| ---- | --------------------------------- | ----------------------------------------------- |
| A    | Fenerbahçe                        | Manchester United                               |
| B    | APOEL                             | Olympiacos                                      |
| C    | Saint-Étienne                     | Anderlecht                                      |
| D    | Zenit Saint Petersburg            | AZ                                              |
| E    | Roma                              | Astra Giurgiu                                   |
| F    | Genk                              | Athletic Bilbao                                 |
| G    | Ajax                              | Celta Vigo                                      |
| H    | Shakhtar Donetsk                  | Gent                                            |
| I    | Schalke 04                        | Krasnodar                                       |
| J    | Fiorentina                        | PAOK                                            |
| K    | Sparta Prague                     | Hapoel Be'er Sheva                              |
| L    | Osmanlıspor                       | Villarreal                                      |

### Các đội bóng đứng thứ 3 vòng bảng Champions League
| VT | Bg | Đội                      | ST | T | H | B | BT | BB | HS  | Đ | Seeding                       |
| -- | -- | ------------------------ | -- | - | - | - | -- | -- | --- | - | ----------------------------- |
| 1  | G  | Copenhagen               | 6  | 2 | 3 | 1 | 7  | 2  | +5  | 9 | Hạt giống ở vòng 32 đội       |
| 2  | H  | Lyon                     | 6  | 2 | 2 | 2 | 5  | 3  | +2  | 8 | Hạt giống ở vòng 32 đội       |
| 3  | E  | Tottenham Hotspur        | 6  | 2 | 1 | 3 | 6  | 6  | 0   | 7 | Hạt giống ở vòng 32 đội       |
| 4  | B  | Beşiktaş                 | 6  | 1 | 4 | 1 | 9  | 14 | −5  | 7 | Hạt giống ở vòng 32 đội       |
| 5  | D  | Rostov                   | 6  | 1 | 2 | 3 | 6  | 12 | −6  | 5 | Không hạt giống ở vòng 32 đội |
| 6  | C  | Borussia Mönchengladbach | 6  | 1 | 2 | 3 | 5  | 12 | −7  | 5 | Không hạt giống ở vòng 32 đội |
| 7  | F  | Legia Warsaw             | 6  | 1 | 1 | 4 | 9  | 24 | −15 | 4 | Không hạt giống ở vòng 32 đội |
| 8  | A  | Ludogorets Razgrad       | 6  | 0 | 3 | 3 | 6  | 15 | −9  | 3 | Không hạt giống ở vòng 32 đội |

## Tóm tắt
| Vòng 32 đội              | Vòng 32 đội | Vòng 32 đội | Vòng 32 đội |  |                          | Vòng 16 đội    | Vòng 16 đội | Vòng 16 đội | Vòng 16 đội |  |  | Tứ kết                     | Tứ kết | Tứ kết | Tứ kết |  |  | Bán kết           | Bán kết           | Bán kết           | Bán kết   |  |  |
|                          |             |             |             |  |                          |                |             |             |             |  |  |                            |        |        |        |  |  |                   |                   |                   |           |  |  |
| Ludogorets Razgrad       | 1           | 0           | 1           |  |                          |                |             |             |             |  |  |                            |        |        |        |  |  |                   |                   |                   |           |  |  |
| Copenhagen               | 2           | 0           | 2           |  |                          | Copenhagen     | 2           | 0           | 2           |  |  |                            |        |        |        |  |  |                   |                   |                   |           |  |  |
| Legia Warsaw             | 0           | 0           | 0           |  | Ajax                     | 1              | 2           | 3           |             |  |  |                            |        |        |        |  |  |                   |                   |                   |           |  |  |
| Ajax                     | 0           | 1           | 1           |  |                          |                |             |             |             |  |  | Ajax (s.h.p.)              | 2      | 2      | 4      |  |  |                   |                   |                   |           |  |  |
| PAOK                     | 0           | 1           | 1           |  |                          |                |             |             |             |  |  | Schalke 04                 | 0      | 3      | 3      |  |  |                   |                   |                   |           |  |  |
| Schalke 04               | 3           | 1           | 4           |  |                          | Schalke 04 (a) | 1           | 2           | 3           |  |  |                            |        |        |        |  |  |                   |                   |                   |           |  |  |
| Borussia Mönchengladbach | 0           | 4           | 4           |  | Borussia Mönchengladbach | 1              | 2           | 3           |             |  |  |                            |        |        |        |  |  |                   |                   |                   |           |  |  |
| Fiorentina               | 1           | 2           | 3           |  |                          |                |             |             |             |  |  |                            |        |        |        |  |  | Ajax              | 4                 | 1                 | 5         |  |  |
| AZ                       | 1           | 1           | 2           |  |                          |                |             |             |             |  |  |                            |        |        |        |  |  | Lyon              | 1                 | 3                 | 4         |  |  |
| Lyon                     | 4           | 7           | 11          |  |                          | Lyon           | 4           | 1           | 5           |  |  |                            |        |        |        |  |  |                   |                   |                   |           |  |  |
| Villarreal               | 0           | 1           | 1           |  | Roma                     | 2              | 2           | 4           |             |  |  |                            |        |        |        |  |  |                   |                   |                   |           |  |  |
| Roma                     | 4           | 0           | 4           |  |                          |                |             |             |             |  |  | Lyon (p)                   | 2      | 1      | 3 (7)  |  |  |                   |                   |                   |           |  |  |
| Olympiacos               | 0           | 3           | 3           |  |                          |                |             |             |             |  |  | Beşiktaş                   | 1      | 2      | 3 (6)  |  |  | Chung kết         | Chung kết         | Chung kết         | Chung kết |  |  |
| Osmanlıspor              | 0           | 0           | 0           |  |                          | Olympiacos     | 1           | 1           | 2           |  |  |                            |        |        |        |  |  | Chung kết         | Chung kết         | Chung kết         | Chung kết |  |  |
| Hapoel Be'er Sheva       | 1           | 1           | 2           |  | Beşiktaş                 | 1              | 4           | 5           |             |  |  |                            |        |        |        |  |  |                   |                   |                   |           |  |  |
| Beşiktaş                 | 3           | 2           | 5           |  |                          |                |             |             |             |  |  |                            |        |        |        |  |  | Ajax              | Ajax              | Ajax              | 0         |  |  |
| Celta Vigo (s.h.p.)      | 0           | 2           | 2           |  |                          |                |             |             |             |  |  |                            |        |        |        |  |  | Manchester United | Manchester United | Manchester United | 2         |  |  |
| Shakhtar Donetsk         | 1           | 0           | 1           |  |                          | Celta Vigo     | 2           | 2           | 4           |  |  |                            |        |        |        |  |  |                   |                   |                   |           |  |  |
| Krasnodar                | 1           | 1           | 2           |  | Krasnodar                | 1              | 0           | 1           |             |  |  |                            |        |        |        |  |  |                   |                   |                   |           |  |  |
| Fenerbahçe               | 0           | 1           | 1           |  |                          |                |             |             |             |  |  | Celta Vigo                 | 3      | 1      | 4      |  |  |                   |                   |                   |           |  |  |
| Gent                     | 1           | 2           | 3           |  |                          |                |             |             |             |  |  | Genk                       | 2      | 1      | 3      |  |  |                   |                   |                   |           |  |  |
| Tottenham Hotspur        | 0           | 2           | 2           |  |                          | Gent           | 2           | 1           | 3           |  |  |                            |        |        |        |  |  |                   |                   |                   |           |  |  |
| Astra Giurgiu            | 2           | 0           | 2           |  | Genk                     | 5              | 1           | 6           |             |  |  |                            |        |        |        |  |  |                   |                   |                   |           |  |  |
| Genk                     | 2           | 1           | 3           |  |                          |                |             |             |             |  |  |                            |        |        |        |  |  | Celta Vigo        | 0                 | 1                 | 1         |  |  |
| Athletic Bilbao          | 3           | 0           | 3           |  |                          |                |             |             |             |  |  |                            |        |        |        |  |  | Manchester United | 1                 | 1                 | 2         |  |  |
| APOEL                    | 2           | 2           | 4           |  |                          | APOEL          | 0           | 0           | 0           |  |  |                            |        |        |        |  |  |                   |                   |                   |           |  |  |
| Anderlecht (a)           | 2           | 1           | 3           |  | Anderlecht               | 1              | 1           | 2           |             |  |  |                            |        |        |        |  |  |                   |                   |                   |           |  |  |
| Zenit Saint Petersburg   | 0           | 3           | 3           |  |                          |                |             |             |             |  |  | Anderlecht                 | 1      | 1      | 2      |  |  |                   |                   |                   |           |  |  |
| Rostov                   | 4           | 1           | 5           |  |                          |                |             |             |             |  |  | Manchester United (s.h.p.) | 1      | 2      | 3      |  |  |                   |                   |                   |           |  |  |
| Sparta Prague            | 0           | 1           | 1           |  |                          | Rostov         | 1           | 0           | 1           |  |  |                            |        |        |        |  |  |                   |                   |                   |           |  |  |
| Manchester United        | 3           | 1           | 4           |  | Manchester United        | 1              | 1           | 2           |             |  |  |                            |        |        |        |  |  |                   |                   |                   |           |  |  |
| Saint-Étienne            | 0           | 0           | 0           |  |                          |                |             |             |             |  |  |                            |        |        |        |  |  |                   |                   |                   |           |  |  |

## Vòng 32 đội
Lễ bốc thăm được tổ chức vào ngày 12 tháng 12 năm 2016. Lượt đi đã chơi vào ngày 16 tháng 2, và lượt về đã chơi vào ngày 22 và 23 tháng 2 năm 2017.

### Tóm tắt
| Đội 1                    | TTS     | Đội 2                  | Lượt đi | Lượt về      |
| ------------------------ | ------- | ---------------------- | ------- | ------------ |
| Athletic Bilbao          | 3–4     | APOEL                  | 3–2     | 0–2          |
| Legia Warsaw             | 0–1     | Ajax                   | 0–0     | 0–1          |
| Anderlecht               | 3–3 (a) | Zenit Saint Petersburg | 2–0     | 1–3          |
| Astra Giurgiu            | 2–3     | Genk                   | 2–2     | 0–1          |
| Manchester United        | 4–0     | Saint-Étienne          | 3–0     | 1–0          |
| Villarreal               | 1–4     | Roma                   | 0–4     | 1–0          |
| Ludogorets Razgrad       | 1–2     | Copenhagen             | 1–2     | 0–0          |
| Celta Vigo               | 2–1     | Shakhtar Donetsk       | 0–1     | 2–0 (s.h.p.) |
| Olympiacos               | 3–0     | Osmanlıspor            | 0–0     | 3–0          |
| Gent                     | 3–2     | Tottenham Hotspur      | 1–0     | 2–2          |
| Rostov                   | 5–1     | Sparta Prague          | 4–0     | 1–1          |
| Krasnodar                | 2–1     | Fenerbahçe             | 1–0     | 1–1          |
| Borussia Mönchengladbach | 4–3     | Fiorentina             | 0–1     | 4–2          |
| AZ                       | 2–11    | Lyon                   | 1–4     | 1–7          |
| Hapoel Be'er Sheva       | 2–5     | Beşiktaş               | 1–3     | 1–2          |
| PAOK                     | 1–4     | Schalke 04             | 0–3     | 1–1          |

### Các trận đấu
| Athletic Bilbao                                 | 3–2      | APOEL                        |
| ----------------------------------------------- | -------- | ---------------------------- |
| - Merkis 38' (l.n.) - Aduriz 61' - Williams 72' | Chi tiết | - Efrem 36' - Gianniotas 89' |

| APOEL                                   | 2–0      | Athletic Bilbao |
| --------------------------------------- | -------- | --------------- |
| - Sotiriou 46' - Gianniotas 54' (ph.đ.) | Chi tiết |                 |

APOEL thắng với tổng tỷ số 4–3.
| Legia Warsaw | 0–0      | Ajax |
| ------------ | -------- | ---- |
|              | Chi tiết |      |

| Ajax          | 1–0      | Legia Warsaw |
| ------------- | -------- | ------------ |
| Viergever 49' | Chi tiết |              |

Ajax thắng với tổng tỷ số 1–0.
| Anderlecht         | 2–0      | Zenit Saint Petersburg |
| ------------------ | -------- | ---------------------- |
| Acheampong 5', 31' | Chi tiết |                        |

| Zenit Saint Petersburg           | 3–1      | Anderlecht       |
| -------------------------------- | -------- | ---------------- |
| - Giuliano 24', 78' - Dzyuba 72' | Chi tiết | Kiese Thelin 90' |

Tổng tỷ số hòa 3–3. Anderlecht thắng nhờ có bàn thắng sân khách.
| Astra Giurgiu            | 2–2      | Genk                          |
| ------------------------ | -------- | ----------------------------- |
| - Budescu 43' - Seto 90' | Chi tiết | - Castagne 25' - Trossard 83' |

| Genk        | 1–0      | Astra Giurgiu |
| ----------- | -------- | ------------- |
| Pozuelo 67' | Chi tiết |               |

Genk thắng với tổng tỷ số 3–2.
| Manchester United                 | 3–0      | Saint-Étienne |
| --------------------------------- | -------- | ------------- |
| Ibrahimović 15', 75', 88' (ph.đ.) | Chi tiết |               |

| Saint-Étienne | 0–1      | Manchester United |
| ------------- | -------- | ----------------- |
|               | Chi tiết | Mkhitaryan 17'    |

Manchester United thắng với tổng tỷ số 4–0.
| Villarreal | 0–4      | Roma                                |
| ---------- | -------- | ----------------------------------- |
|            | Chi tiết | - Emerson 32' - Džeko 65', 79', 86' |

| Roma | 0–1      | Villarreal |
| ---- | -------- | ---------- |
|      | Chi tiết | Borré 15'  |

Roma thắng với tổng tỷ số 4–1.
| Ludogorets Razgrad | 1–2      | Copenhagen                       |
| ------------------ | -------- | -------------------------------- |
| Keșerü 81'         | Chi tiết | - Anicet 2' (l.n.) - Toutouh 53' |

| Copenhagen | 0–0      | Ludogorets Razgrad |
| ---------- | -------- | ------------------ |
|            | Chi tiết |                    |

Copenhagen thắng với tổng tỷ số 2–1.
| Celta Vigo | 0–1      | Shakhtar Donetsk |
| ---------- | -------- | ---------------- |
|            | Chi tiết | Leschuk 27'      |

| Shakhtar Donetsk | 0–2 (s.h.p.) | Celta Vigo                          |
| ---------------- | ------------ | ----------------------------------- |
|                  | Chi tiết     | - Aspas 90+1' (ph.đ.) - Cabral 108' |

Celta Vigo thắng với tổng tỷ số 2–1.
| Olympiacos | 0–0      | Osmanlıspor |
| ---------- | -------- | ----------- |
|            | Chi tiết |             |

| Osmanlıspor | 0–3      | Olympiacos                              |
| ----------- | -------- | --------------------------------------- |
|             | Chi tiết | - Ansarifard 47', 86' - Elyounoussi 70' |

Olympiacos thắng với tổng tỷ số 3–0.
| Gent       | 1–0      | Tottenham Hotspur |
| ---------- | -------- | ----------------- |
| Perbet 59' | Chi tiết |                   |

| Tottenham Hotspur           | 2–2      | Gent                           |
| --------------------------- | -------- | ------------------------------ |
| - Eriksen 10' - Wanyama 61' | Chi tiết | - Kane 20' (l.n.) - Perbet 82' |

Gent thắng với tổng tỷ số 3–2.
| Rostov                                            | 4–0      | Sparta Prague |
| ------------------------------------------------- | -------- | ------------- |
| - Mevlja 15' - Poloz 38' - Noboa 40' - Azmoun 68' | Chi tiết |               |

| Sparta Prague | 1–1      | Rostov    |
| ------------- | -------- | --------- |
| Karavayev 84' | Chi tiết | Poloz 13' |

Rostov thắng với tổng tỷ số 5–1.
| Krasnodar   | 1–0      | Fenerbahçe |
| ----------- | -------- | ---------- |
| Claesson 4' | Chi tiết |            |

| Fenerbahçe | 1–1      | Krasnodar |
| ---------- | -------- | --------- |
| Souza 41'  | Chi tiết | Smolov 7' |

Krasnodar thắng với tổng tỷ số 2–1.
| Borussia Mönchengladbach | 0–1      | Fiorentina       |
| ------------------------ | -------- | ---------------- |
|                          | Chi tiết | Bernardeschi 44' |

| Fiorentina                 | 2–4      | Borussia Mönchengladbach                         |
| -------------------------- | -------- | ------------------------------------------------ |
| - Kalinić 16' - Valero 29' | Chi tiết | - Stindl 44' (ph.đ.), 47', 55' - Christensen 60' |

Borussia Mönchengladbach thắng với tổng tỷ số 4–3.
| AZ                      | 1–4      | Lyon                                               |
| ----------------------- | -------- | -------------------------------------------------- |
| Jahanbakhsh 68' (ph.đ.) | Chi tiết | - Tousart 26' - Lacazette 45+2', 57' - Ferri 90+5' |

| Lyon                                                                      | 7–1      | AZ         |
| ------------------------------------------------------------------------- | -------- | ---------- |
| - Fekir 5', 27', 78' - Cornet 17' - Darder 34' - Aouar 87' - Diakhaby 89' | Chi tiết | Garcia 26' |

Lyon thắng với tổng tỷ số 11–2.
| Hapoel Be'er Sheva | 1–3      | Beşiktaş                                           |
| ------------------ | -------- | -------------------------------------------------- |
| Barda 44'          | Chi tiết | - Soares 42' (l.n.) - Tosun 60' - Hutchinson 90+3' |

| Beşiktaş                    | 2–1      | Hapoel Be'er Sheva |
| --------------------------- | -------- | ------------------ |
| - Aboubakar 17' - Tosun 87' | Chi tiết | Nwakaeme 64'       |

Beşiktaş thắng với tổng tỷ số 5–2.
| PAOK | 0–3      | Schalke 04                                    |
| ---- | -------- | --------------------------------------------- |
|      | Chi tiết | - Burgstaller 27' - Meyer 81' - Huntelaar 89' |

| Schalke 04 | 1–1      | PAOK                |
| ---------- | -------- | ------------------- |
| Schöpf 23' | Chi tiết | Nastasić 25' (l.n.) |

Schalke 04 thắng với tổng tỷ số 4–1.

## Vòng 16 đội
Lê bốc thăm được tổ chức vào ngày 24 tháng 2 năm 2017.. Lượt đi đã chơi vào ngày 9 tháng 3, và lượt về đã chơi vào ngày 16 tháng 3 năm 2017.

### Tóm tắt
| Đội 1      | TTS     | Đội 2                    | Lượt đi | Lượt về |
| ---------- | ------- | ------------------------ | ------- | ------- |
| Celta Vigo | 4–1     | Krasnodar                | 2–1     | 2–0     |
| APOEL      | 0–2     | Anderlecht               | 0–1     | 0–1     |
| Schalke 04 | 3–3 (a) | Borussia Mönchengladbach | 1–1     | 2–2     |
| Lyon       | 5–4     | Roma                     | 4–2     | 1–2     |
| Rostov     | 1–2     | Manchester United        | 1–1     | 0–1     |
| Olympiacos | 2–5     | Beşiktaş                 | 1–1     | 1–4     |
| Gent       | 3–6     | Genk                     | 2–5     | 1–1     |
| Copenhagen | 2–3     | Ajax                     | 2–1     | 0–2     |

### Các trận đấu
| Celta Vigo               | 2–1      | Krasnodar    |
| ------------------------ | -------- | ------------ |
| - Wass 50' - Beauvue 90' | Chi tiết | Claesson 56' |

| Krasnodar | 0–2      | Celta Vigo              |
| --------- | -------- | ----------------------- |
|           | Chi tiết | - Mallo 52' - Aspas 80' |

Celta Vigo thắng với tổng tỷ số 4–1.
| APOEL | 0–1      | Anderlecht  |
| ----- | -------- | ----------- |
|       | Chi tiết | Stanciu 29' |

| Anderlecht     | 1–0      | APOEL |
| -------------- | -------- | ----- |
| Acheampong 65' | Chi tiết |       |

Anderlecht thắng với tổng tỷ số 2–0.
| Schalke 04      | 1–1      | Borussia Mönchengladbach |
| --------------- | -------- | ------------------------ |
| Burgstaller 25' | Chi tiết | Hofmann 15'              |

| Borussia Mönchengladbach         | 2–2      | Schalke 04                            |
| -------------------------------- | -------- | ------------------------------------- |
| - Christensen 26' - Dahoud 45+2' | Chi tiết | - Goretzka 54' - Bentaleb 68' (ph.đ.) |

Hòa với tổng tỷ số 3–3. Schalke 04 thắng nhờ bàn thắng sân khách.
| Lyon                                                      | 4–2      | Roma                    |
| --------------------------------------------------------- | -------- | ----------------------- |
| - Diakhaby 8' - Tolisso 47' - Fekir 74' - Lacazette 90+2' | Chi tiết | - Salah 20' - Fazio 33' |

| Roma                                 | 2–1      | Lyon         |
| ------------------------------------ | -------- | ------------ |
| - Strootman 17' - Tousart 60' (l.n.) | Chi tiết | Diakhaby 16' |

Lyon thắng với tổng tỷ số 5–4.
| Rostov       | 1–1      | Manchester United |
| ------------ | -------- | ----------------- |
| Bukharov 53' | Chi tiết | Mkhitaryan 35'    |

| Manchester United | 1–0      | Rostov |
| ----------------- | -------- | ------ |
| Mata 70'          | Chi tiết |        |

Manchester United thắng với tổng tỷ số 2–1.
| Olympiacos    | 1–1      | Beşiktaş      |
| ------------- | -------- | ------------- |
| Cambiasso 36' | Chi tiết | Aboubakar 53' |

| Beşiktaş                                     | 4–1      | Olympiacos      |
| -------------------------------------------- | -------- | --------------- |
| - Aboubakar 10' - Babel 22', 75' - Tosun 84' | Chi tiết | Elyounoussi 31' |

Beşiktaş thắng với tổng tỷ số 5–2.
| Gent                       | 2–5      | Genk                                                             |
| -------------------------- | -------- | ---------------------------------------------------------------- |
| - Kalu 27' - Coulibaly 61' | Chi tiết | - Malinovskyi 21' - Colley 33' - Samatta 41', 72' - Uronen 45+2' |

| Genk         | 1–1      | Gent              |
| ------------ | -------- | ----------------- |
| Castagne 20' | Chi tiết | L. Verstraete 84' |

Genk thắng với tổng tỷ số 6–3.
| Copenhagen                | 2–1      | Ajax        |
| ------------------------- | -------- | ----------- |
| - Falk 1' - Cornelius 60' | Chi tiết | Dolberg 32' |

| Ajax                                 | 2–0      | Copenhagen |
| ------------------------------------ | -------- | ---------- |
| - Traoré 23' - Dolberg 45+3' (ph.đ.) | Chi tiết |            |

Ajax thắng với tổng tỷ số 3–2.

## Vòng tứ kết
Lễ bốc thăm vào ngày 17 tháng 3 năm 2017. Các trận đấu lượt đi vào ngày  13 tháng 4 còn các trận đấu lượt về diễn ra vào ngày 20 tháng 4 năm 2017.

### Tóm tắt
| Đội 1      | TTS         | Đội 2             | Lượt đi | Lượt về      |
| ---------- | ----------- | ----------------- | ------- | ------------ |
| Anderlecht | 2–3         | Manchester United | 1–1     | 1–2 (s.h.p.) |
| Celta Vigo | 4–3         | Genk              | 3–2     | 1–1          |
| Ajax       | 4–3         | Schalke 04        | 2–0     | 2–3 (s.h.p.) |
| Lyon       | 3–3 (7–6 p) | Beşiktaş          | 2–1     | 1–2 (s.h.p.) |

### Các trận đấu
| Anderlecht     | 1–1      | Manchester United |
| -------------- | -------- | ----------------- |
| Dendoncker 86' | Chi tiết | Mkhitaryan 37'    |

| Manchester United                | 2–1 (s.h.p.) | Anderlecht |
| -------------------------------- | ------------ | ---------- |
| - Mkhitaryan 10' - Rashford 107' | Chi tiết     | Hanni 32'  |

Manchester United thắng với tổng tỷ số 3–2.
| Celta Vigo                             | 3–2      | Genk                       |
| -------------------------------------- | -------- | -------------------------- |
| - Sisto 15' - Aspas 18' - Guidetti 38' | Chi tiết | - Boëtius 10' - Buffel 67' |

| Genk         | 1–1      | Celta Vigo |
| ------------ | -------- | ---------- |
| Trossard 67' | Chi tiết | Sisto 63'  |

Celta Vigo thắng với tổng tỷ số 4–3.
| Ajax                      | 2–0      | Schalke 04 |
| ------------------------- | -------- | ---------- |
| Klaassen 23' (ph.đ.), 52' | Chi tiết |            |

| Schalke 04                                        | 3–2 (s.h.p.) | Ajax                           |
| ------------------------------------------------- | ------------ | ------------------------------ |
| - Goretzka 53' - Burgstaller 56' - Caligiuri 101' | Chi tiết     | - Viergever 111' - Younes 120' |

Ajax thắng với tổng tỷ số 4–3.
| Lyon                      | 2–1      | Beşiktaş  |
| ------------------------- | -------- | --------- |
| - Tolisso 83' - Morel 85' | Chi tiết | Babel 15' |

| Beşiktaş                                                                   | 2–1 (s.h.p.) | Lyon                                                                          |
| -------------------------------------------------------------------------- | ------------ | ----------------------------------------------------------------------------- |
| Talisca 27', 58'                                                           | Chi tiết     | Lacazette 34'                                                                 |
| Loạt sút luân lưu                                                          |              |                                                                               |
| - Babel - Tosun - Hutchinson - Arslan - Talisca - Uysal - Tošić - Mitrović | 6–7          | - Fekir - Tolisso - Ghezzal - Rybus - Valbuena - Diakhaby - Jallet - Gonalons |

Hòa với tổng tỷ số 3–3. Lyon thắng với tỷ số 7–6 trên chấm luân lưu 11m.

## Vòng bán kết
Lễ bốc thăm được tổ chức vào ngày 21 tháng 4 năm 2017. Lượt đi sẽ chơi vào ngày 3 và 4 tháng 5, và lượt về sẽ chơi vào ngày 11 tháng 5 năm 2017.

### Tóm tắt
| Đội 1      | TTS | Đội 2             | Lượt đi | Lượt về |
| ---------- | --- | ----------------- | ------- | ------- |
| Ajax       | 5-4 | Lyon              | 4–1     | 1–3     |
| Celta Vigo | 1-2 | Manchester United | 0-1     | 1-1     |

### Các trận đấu
| Ajax                                         | 4–1      | Lyon         |
| -------------------------------------------- | -------- | ------------ |
| - Traoré 25', 71' - Dolberg 34' - Younes 49' | Chi tiết | Valbuena 66' |

| Lyon                                         | 3–1      | Ajax        |
| -------------------------------------------- | -------- | ----------- |
| - Lacazette 45' (ph.đ.), 45+1' - Ghezzal 81' | Chi tiết | Dolberg 27' |

Ajax thắng với tổng tỷ số 5–4.
| Celta Vigo | 0–1      | Manchester United |
| ---------- | -------- | ----------------- |
|            | Chi tiết | Rashford 67'      |

| Manchester United | 1–1      | Celta Vigo    |
| ----------------- | -------- | ------------- |
| Fellaini 17'      | Chi tiết | Roncaglia 85' |

Manchester United thắng với tổng tỷ số 2–1.

## Trận chung kết
Trận chung kết sẽ chơi vào ngày 24 tháng 5 năm 2017 tại Friends Arena ở Solna, Thuỵ Điển. Đội "chủ nhà" sẽ được xác định bởi một lễ bốc thăm tổ chức trước đó là bốc thăm bán kết.
| Ajax | 0–2      | Manchester United                       |
| ---- | -------- | --------------------------------------- |
|      | Chi tiết | Paul Pogba 18' · Henrikh Mkhitaryan 48' |

## Tốp ghi bàn
Thống kê loại trừ vòng loại và vòng play-off.
Tính đến ngày 24 tháng 5 năm 2017
| Xếp hạng | Cầu thủ             | Đội bóng               | Số bàn thắng | Số phút thi đấu |
| -------- | ------------------- | ---------------------- | ------------ | --------------- |
| 1        | Edin Džeko          | Roma                   | 8            | 524             |
| 1        | Giuliano            | Zenit Saint Petersburg | 8            | 710             |
| 3        | Aritz Aduriz        | Athletic Bilbao        | 7            | 484             |
| 4        | Alexandre Lacazette | Lyon                   | 6            | 537             |
| 4        | Henrikh Mkhitaryan  | Manchester United      | 6            | 833             |
| 4        | Kasper Dolberg      | Ajax                   | 6            | 871             |
| 6        | Guillaume Hoarau    | Young Boys             | 5            | 342             |
| 6        | Nikola Kalinić      | Fiorentina             | 5            | 496             |
| 6        | Łukasz Teodorczyk   | Anderlecht             | 5            | 673             |
| 6        | Iago Aspas          | Celta Vigo             | 5            | 865             |
| 6        | Zlatan Ibrahimović  | Manchester United      | 5            | 897             |

Source: